# Social governance
Social Governance (ook wel: good governance) is een concept afgeleid van het vennootschapsrechtelijk begrip corporate governance, wat letterlijk deugdelijk ondernemingsbestuur betekent. Het wordt toegepast in non-profit instellingen.

## Evolutie Governance
Het begrip corporate governance is ontstaan in de jaren zeventig van de twintigste eeuw. Het was eerst bedoeld voor het opstellen van randvoorwaarden voor goed bestuur (good governance) in ondernemerschap. De richtlijnen waren vooral bedoeld voor ondernemingen die te sterk op winst gericht waren en de rol van aandeelhouders in deze ondernemingen bij het deugdelijk bestuur. 
Social Governance kwam pas in de jaren tachtig en negentig. De corporate governance van sociale zekerheidsorganisaties en welzijns -en verzorgingsvoorzieningen werd, om het onderscheid tussen welzijn en ondernemen te onderlijnen, bedacht met de term social governance (maatschappelijk bestuur). 
In non-profit en social-profit voorzieningen probeert men onder andere de stakeholders (cliënt en zijn directe omgeving) inspraak te geven.

## Publieke vraag
De toegenomen mondigheid van burgers en de hogere eisen in verband met informatie, participatie, duidelijkheid, transparantie, verantwoording en maatschappelijke legitimiteit heeft bijgedragen tot de publieke vraag om de principes van goed bestuur ook in welzijnsvoorzieningen toe te passen.
De initiatieven rond Kwaliteitszorg en de Gebruikersrechten hebben onder meer tot gevolg dat het besturen van een voorziening vandaag de dag kennis van social governance vereist.

## Doel
Social governance wil de ruimere groep van belanghebbenden betrekken bij het bestuur en beleid van een welzijnsvoorziening, niet om hen een optimaal rendement te bieden maar om de rechtspositie van de welzijnscliënt te verbeteren, en dus een betere sociale bescherming te bieden.

## Partijen
De belanghebbenden binnen social governance zijn:
- de gebruiker(s) van de welzijnsvoorziening(en),
- de familieleden en (wettelijke) vertegenwoordigers van de gebruiker(s),
- de vertrouwenspersoon of personen van de gebruikers,
- de hulpverleners,
- de vrijwilligers in de hulp- en dienstverlening,
- het management van de voorziening,
- de subsidiërende en controlerende overheden,
- diverse financiers.

## Social governance in Vlaanderen
- Het Kwaliteitsdecreet Welzijnsvoorzieningen
- Gebruikersrechten